# Хшонщевек
Хшонщевек (пол. Chrząszczewek) — село в Польщі, у гміні Біла-Равська Равського повіту Лодзинського воєводства.
Населення — 115 осіб (2011).
У 1975-1998 роках село належало до Скерневицького воєводства.

## Демографія
Демографічна структура станом на 31 березня 2011 року:
|          | Загалом | Допрацездатний вік | Працездатний вік | Постпрацездатний вік |
| -------- | ------- | ------------------ | ---------------- | -------------------- |
| Чоловіки | 62      | 11                 | 45               | 6                    |
| Жінки    | 53      | 5                  | 32               | 16                   |
| Разом    | 115     | 16                 | 77               | 22                   |